# Décollage assisté

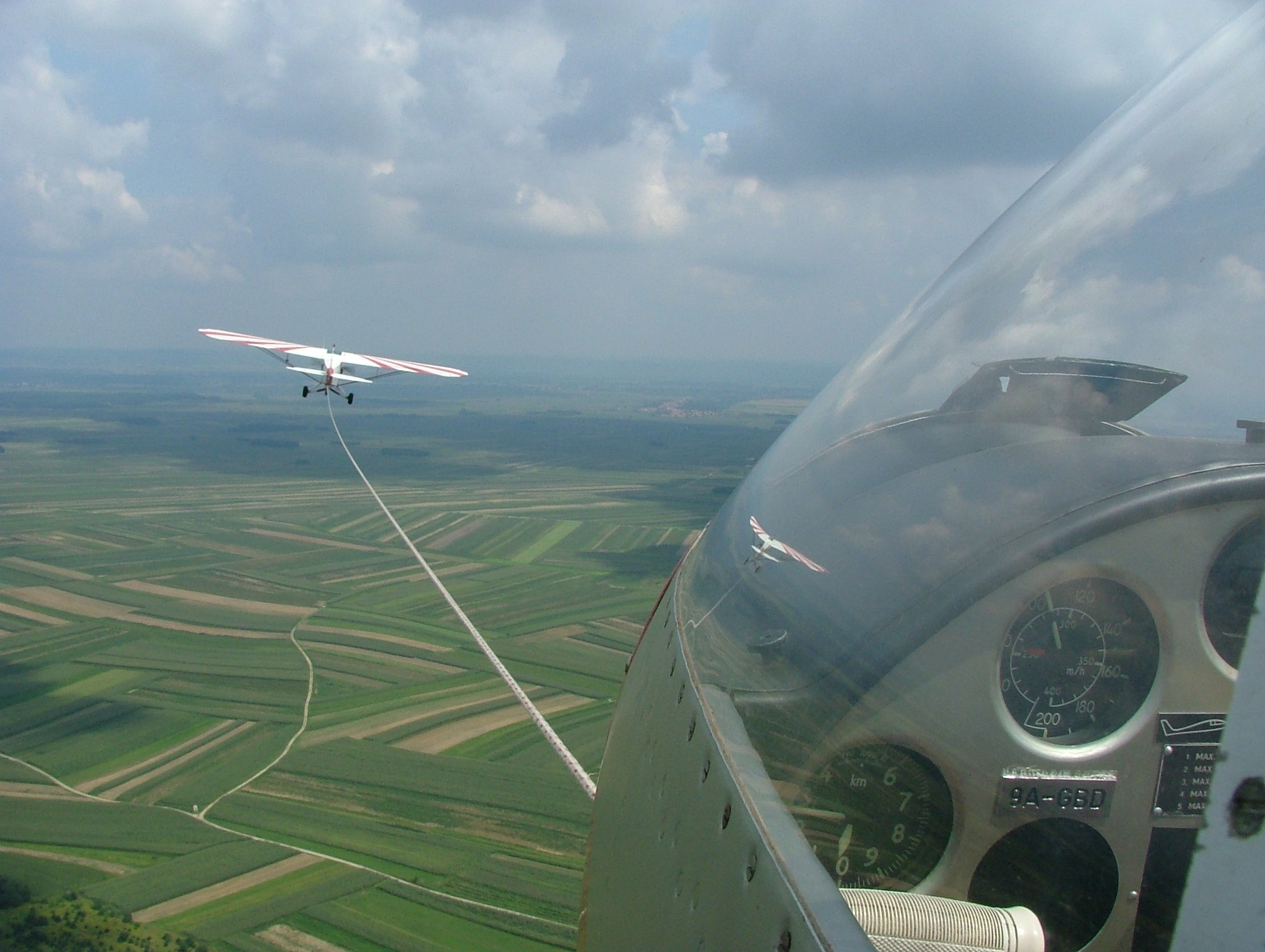
Câble de remorquage et avion remorqueur vu depuis le cockpit d'un planeur

Le décollage assisté - en anglais : Assisted take-off (ATO) - consiste à permettre aux aéronefs de prendre leur envol avec l'aide d'un système extérieur, par opposition à un décollage classique dans lequel l'aérodyne utilise exclusivement sa propre puissance. Plusieurs raisons peuvent expliquer le besoin de recours à une assistance : longueur de piste disponible insuffisante (notamment : porte-avions), puissance insuffisante au décollage par rapport à la masse maximale normale au décollage, motorisation spéciale (par exemple statoréacteur, inutilisable à vitesse nulle), souhait d'économiser le carburant... Le décollage assisté est également requis pour les planeurs, qui n'ont pas de moteur et ne peuvent pas décoller seuls. 

## Catapultes (CATO)

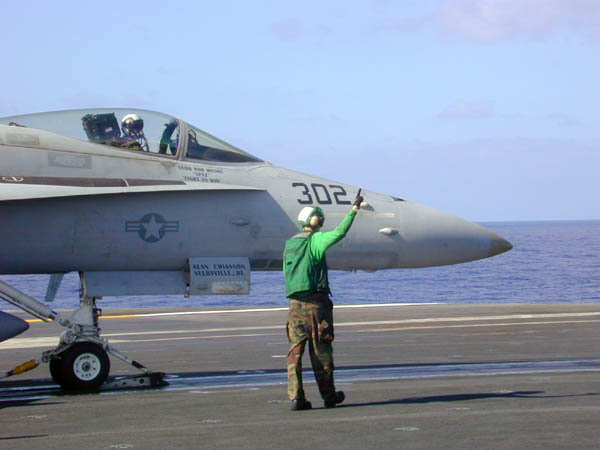
F/A-18 attaché à une catapulte en préparation au lancement

Un type de décollage assisté est le catapultage (en anglais : catapult-assisted takeoff). Dans les systèmes modernes installés sur des porte-avions, un piston, appelé navette, est propulsé dans un long cylindre sous pression de vapeur. L'avion est attaché à la navette à l'aide d'une barre de treuillage ou d'une barre de lancement montée sur le train d'atterrissage avant (un système plus ancien utilisait un câble en acier appelé bride de catapulte), et est lancé hors du pont à environ 15 nœuds au-dessus de la vitesse de vol minimale, atteinte par la catapulte en quatre secondes. 
Les États-Unis remplacent les catapultes à vapeur par des moteurs linéaires à induction (en). Le système s'appelle le système de lancement électromagnétique d'avion (EMALS). Une onde électromagnétique passant dans le moteur propulse l'armature sur toute sa longueur, entraînant l'avion avec elle. Avec ce système, il sera possible d'adapter la puissance de lancement au poids de l'avion de façon plus optimisée qu'avec le système à vapeur, ce qui réduira l'usure de l'avion. 

## JATO et RATO
JATO signifie « décollage assisté par réaction » (en anglais : jet-assisted takeoff), et de manière similaire, RATO signifie « décollage assisté par fusée » (en anglais : rocket-assisted takeoff). Dans les systèmes JATO et RATO, des moteurs supplémentaires sont montés sur la cellule et ne sont utilisés que pendant le décollage. Après cela, les moteurs sont généralement largués, sinon ils ajoutent du poids parasite et de la traînée à l'avion. Cependant, certains avions tels que l'Avro Shackleton MR.3 Phase 2, avaient des moteurs JATO fixés en permanence. Les quatre turboréacteurs J-47 du B-36 n'étaient pas considérés comme des systèmes JATO ; ils faisaient partie intégrante des moteurs de l'avion et étaient utilisés pendant le décollage, la montée et la croisière en altitude. Le Hercules LC-130 peut être équipé d'un système de fusées JATO pour raccourcir le décollage comme cela est fait sur le LC-130 Skibird pour les missions polaires. 
Pendant la Seconde Guerre mondiale, l'Arado Ar 234 allemand et le Messerschmitt Me 323 « Gigant » ont utilisé des fusées sous les ailes pour le décollage assisté. De tels systèmes étaient populaires dans les années 1950, lorsque les bombardiers lourds ont commencé à nécessiter au moins deux kilomètres de piste pour décoller à pleine charge. Cela était exacerbé par la puissance relativement faible des moteurs à réaction disponibles à l'époque - par exemple, le Boeing B-52 Stratofortress avait besoin de huit turboréacteurs pour fournir les performances requises, et avait encore besoin de RATO pour les charges utiles très lourdes (une mise à jour proposée du B-52 les remplace par moitié moins de moteurs beaucoup plus puissants). Dans le contexte de la guerre froide, l'apport des RATO et JATO était considéré comme un moyen pour les avions de chasse d'utiliser les sections intactes des pistes des aérodromes endommagées par des attaques.

## Planeurs
Les planeurs qui n'ont pas de moteur nécessitent également un décollage assisté. Outre les planeurs à décollage autonome, comme les moto-planeurs, l'AESA reconnaît quatre autres méthodes de décollage pour le vol à voile : le treuil, le remorquage par un avion, l'élastique (« sandow ») et le remorquage par véhicule terrestre. 

## Assistance par gravité
Les pionniers du vol, motorisé ou non, ont utilisé la gravité pour accélérer leur avion jusqu'à une vitesse permettant aux ailes de générer suffisamment de portance pour voler. Il s'agissait notamment de tentatives depuis des tours, des murailles de villes et des falaises. En général, les tentatives ont été plus fructueuses en accélérant sur les pentes de collines ou de montagnes, parfois sur des rails ou des rampes. 

## Avion-porteur

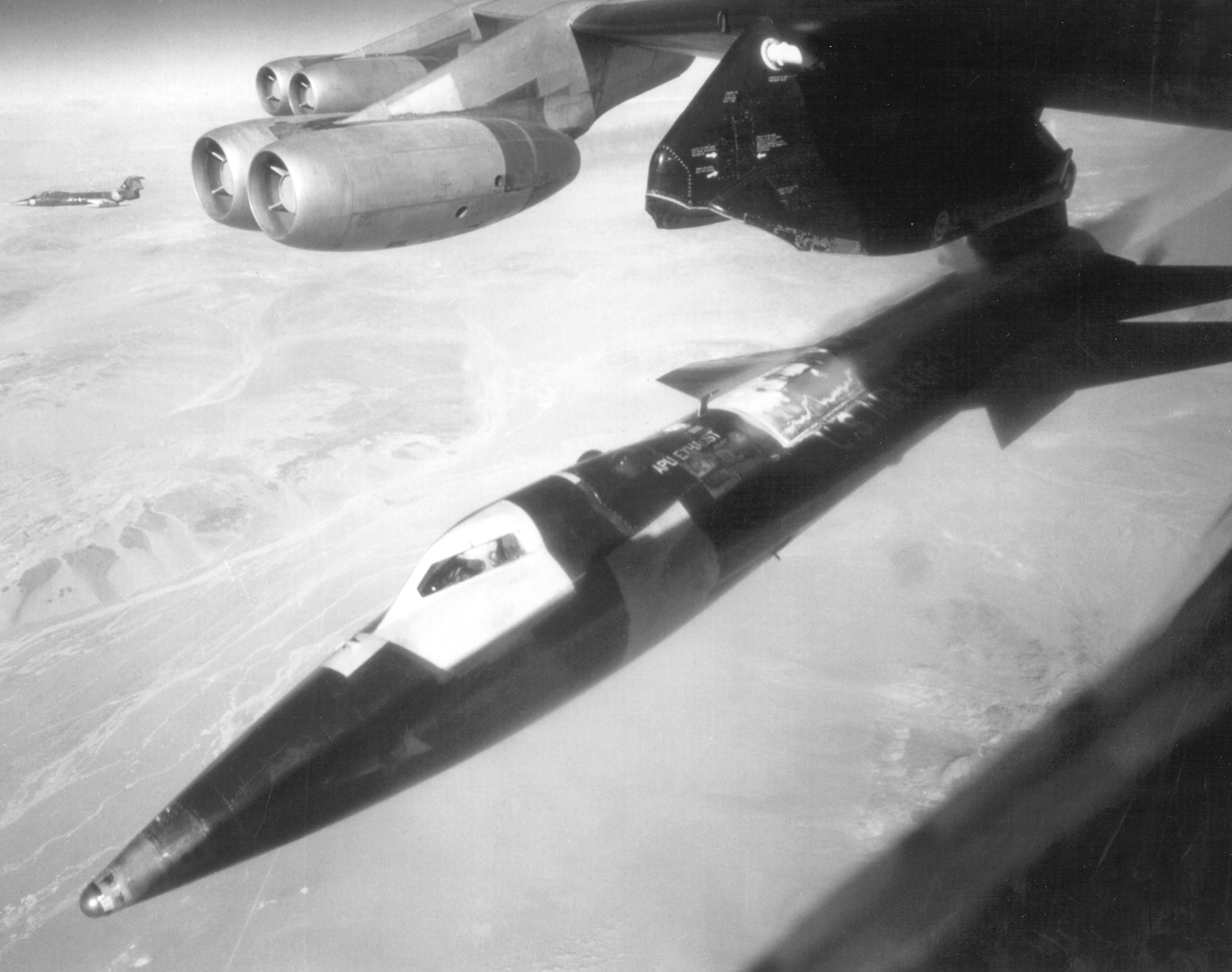
Un X-15 photographié juste après son lâcher depuis un avion porteur B-52

La forme ultime d'assistance par gravité est probablement lorsqu'un avion est libéré d'un avion-porteur ou vaisseau-mère plus gros. Cela est utilisé notamment quand le vaisseau-fille est incapable de décoller normalement, par exemple pour les tests de vol atmosphérique de la navette spatiale. 
Habituellement, la raison d'être d'un tel système est de décharger l'engin-fille de la nécessité de grimper à sa hauteur de largage par ses propres moyens. Cela permet au vaisseau-fille d'être conçu avec moins de poids et de restrictions aérodynamiques et autorise les vols et tests de configurations exotiques, par exemple le SpaceShipOne, et auparavant le Bell X-1 ou d'autres avions-X. 

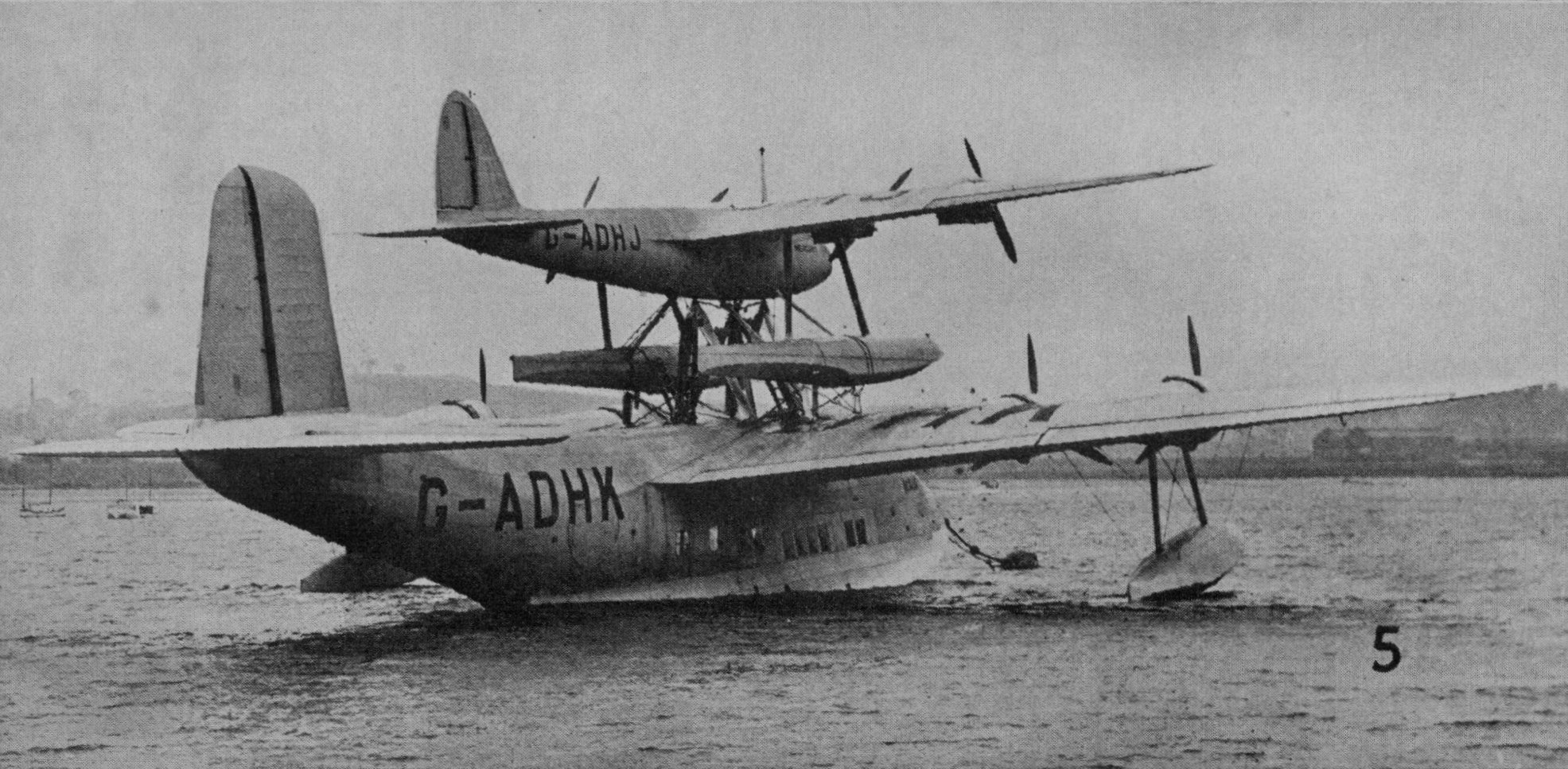
Short Mayo Composite formé d'un hydravion Short S.20 Mercury sur le dos d'un Short S.21 Maia

Durant l'entre-deux-guerres, afin d'atteindre de longues portées avec la technologie de l'époque, des essais ont été entrepris avec des hydravions portés sur le dos sur d'un autre hydravion. Ainsi, l'hydravion transporté gagnait une partie du chemin vers sa destination et n'avait pas besoin d'utiliser son propre carburant lors de la montée initiale. Ces combinaisons pouvaient livrer des cargaisons légères mais urgentes plus rapidement et plus loin qu'un seul avion individuel (par exemple le Short Mayo Composite). 
Des montgolfières ont servi de « vaisseaux mères » pour des deltaplanes et des parapentes lors de tentatives de record d'altitude et de distance. 